# Barega
Barega è una frazione, divisa fra i due comuni di Carbonia e di Iglesias, di circa 100 abitanti. Si trova nei pressi di altre due frazioni divise tra i due ex capoluoghi di provincia: Corongiu e Tanì, fra Carbonia, Iglesias e Villamassargia.
Barega è costituita da un'antica piccola borgata con chiesa parrocchiale dedicata alla Natività di Maria, vicina ai ruderi della chiesa giudicale e medievale di S. Maria de Barega, che rientra all'interno del comune di Carbonia, e da diverse case sparse e fattorie in un vasto territorio agricolo al confine tra i comuni di Iglesias e Carbonia, bonificato e valorizzato dal vecchio ente regionale fondiario Etfas.
La chiesa medievale di Santa Maria di Barega fu tappa della strada denominata "de sa reliquia", cioè il percorso della processione di Sant'Antioco che da Iglesias arrivava all'antica Sulci, raggiungendo le chiese di Santa Maria di Barega, Santa Barbara di Piolanas e Santa Maria delle Grazie di Barbusi.
La frazione è nota soprattutto per la vecchia miniera di barite, sita nel territorio comunale iglesiente.

## Demografia storica
Questa è l'evoluzione demografica dell'abitato di Barega nei vari censimenti. I dati sino al 1936 (compreso) si riferiscono al periodo in cui la località era nel solo territorio comunale di Iglesias: 
| 1861 | 1871 | 1881 | 1901 | 1911 | 1921 | 1931 | 1936 | 1951    | 1961 | 1971    | 1981    | 1991    | 2001   | 2011 |
| ---- | ---- | ---- | ---- | ---- | ---- | ---- | ---- | ------- | ---- | ------- | ------- | ------- | ------ | ---- |
| ab.  | ab.  | ab.  | ab.  | ab.  | ab.  | ab.  | ab.  | 127 ab. | ab.  | 104 ab. | 108 ab. | 112 ab. | 96 ab. |      |